# Crepidomanes longilabiatum
Crepidomanes longilabiatum är en hinnbräkenväxtart som först beskrevs av Roland Napoléon Bonaparte och som fick sitt nu gällande namn av Jacobus Petrus Roux.
Crepidomanes longilabiatum ingår i släktet Crepidomanes och familjen Hymenophyllaceae. Inga underarter finns listade i Catalogue of Life.